# Docodesmiella magna
Docodesmiella magna är en mångfotingart som beskrevs av Loomis 1964. Docodesmiella magna ingår i släktet Docodesmiella och familjen Chytodesmidae. Inga underarter finns listade i Catalogue of Life.